# Cataulacus reticulatus
Cataulacus reticulatus är en myrart som beskrevs av Smith 1857. Cataulacus reticulatus ingår i släktet Cataulacus och familjen myror. Inga underarter finns listade.